# Monoxenus lujae
Monoxenus lujae là một loài bọ cánh cứng trong họ Cerambycidae.